# أنتوني باربوزا
أنتوني باربوزا (بالإنجليزية: Anthony Barboza)‏ هو فنان تشكيلي ومصور أمريكي، ولد في 10 مايو 1944 في نيو بدفورد في الولايات المتحدة.